# Po zániku Země
Po zániku Země (v anglickém originále After Earth) je americký sci-fi film z roku 2013. Režisérem filmu je M. Night Shyamalan. Hlavní role ve filmu ztvárnili Jaden Smith, Will Smith, Sophie Okonedo, Zoë Kravitzová a Glenn Morshower.

## Obsazení
| Jaden Smith/Jaden Martin/Sincere L. Bobb | Kitai Raige  |
| Will Smith                               | Cypher Raige |
| Sophie Okonedo                           | Faia Raige   |
| Zoë Kravitzová                           | Senshi Raige |
| Glenn Morshower                          | Velan        |
| Kristofer Hivju                          | šéf ochranky |
| Sacha Dhawan                             | Pilot        |
| Chris Geere                              | Navigátor    |